# 阿達拉山
43°12′25.78″N 1°57′43.9″W / 43.2071611°N 1.962194°W

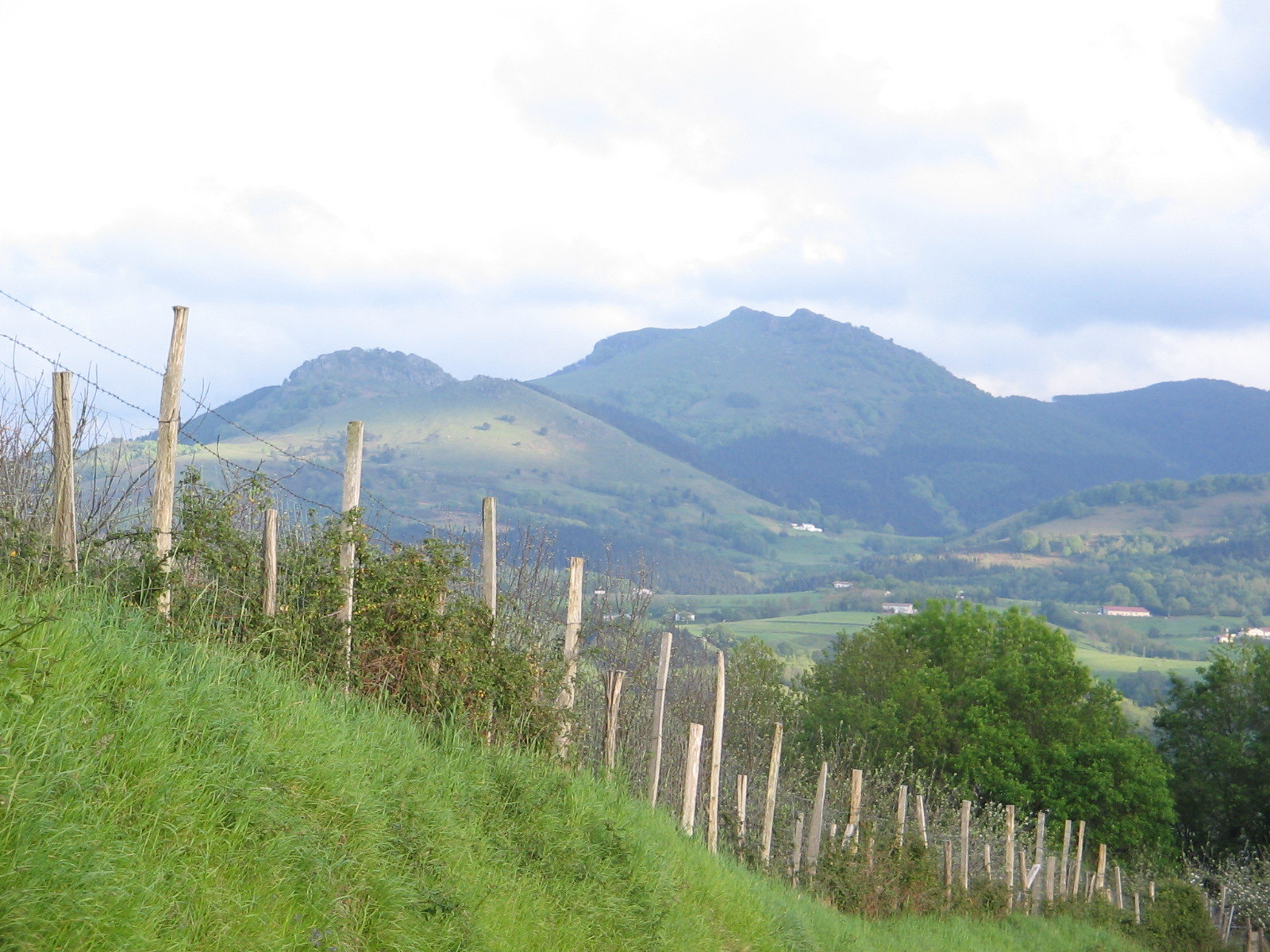

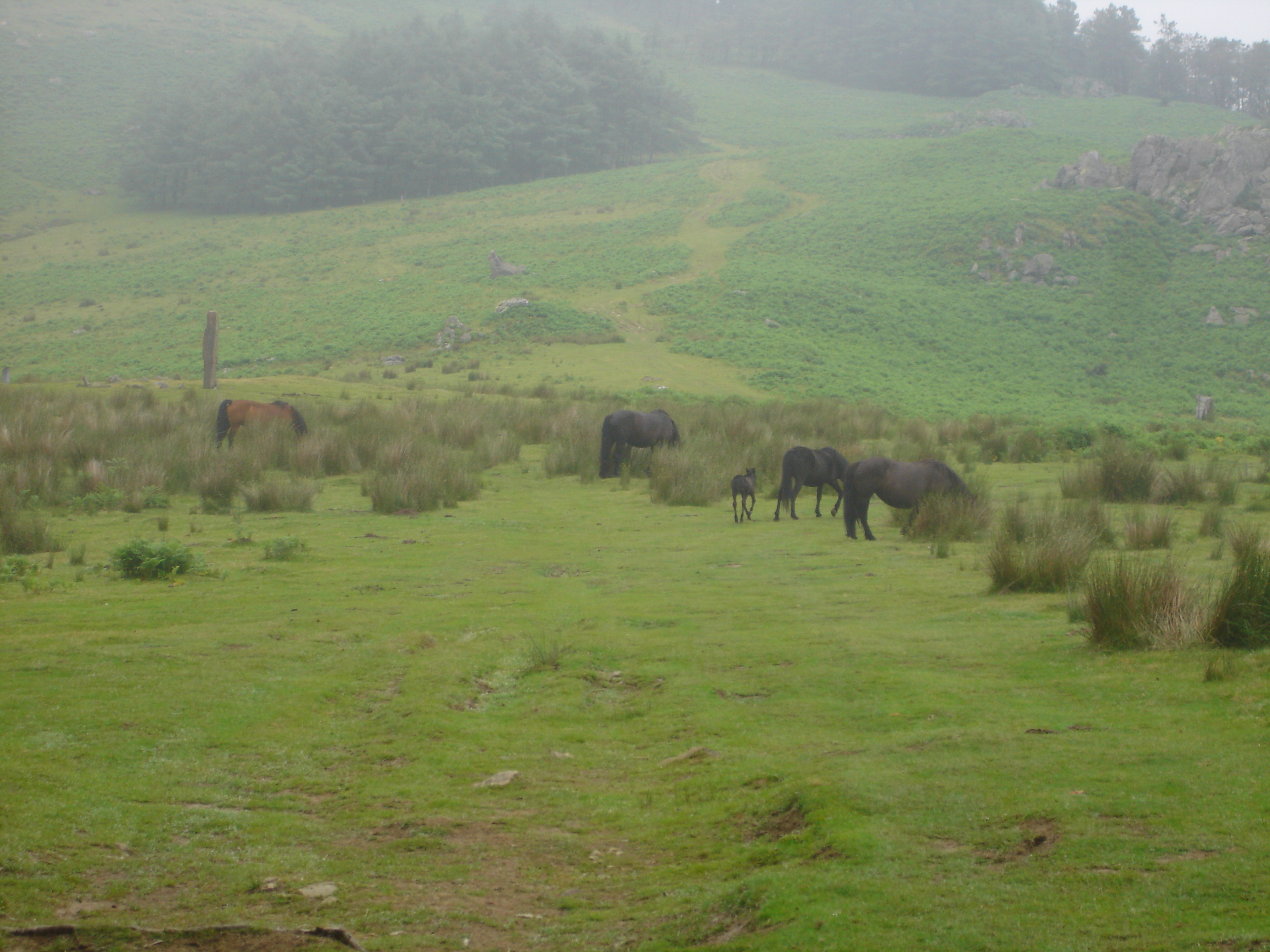

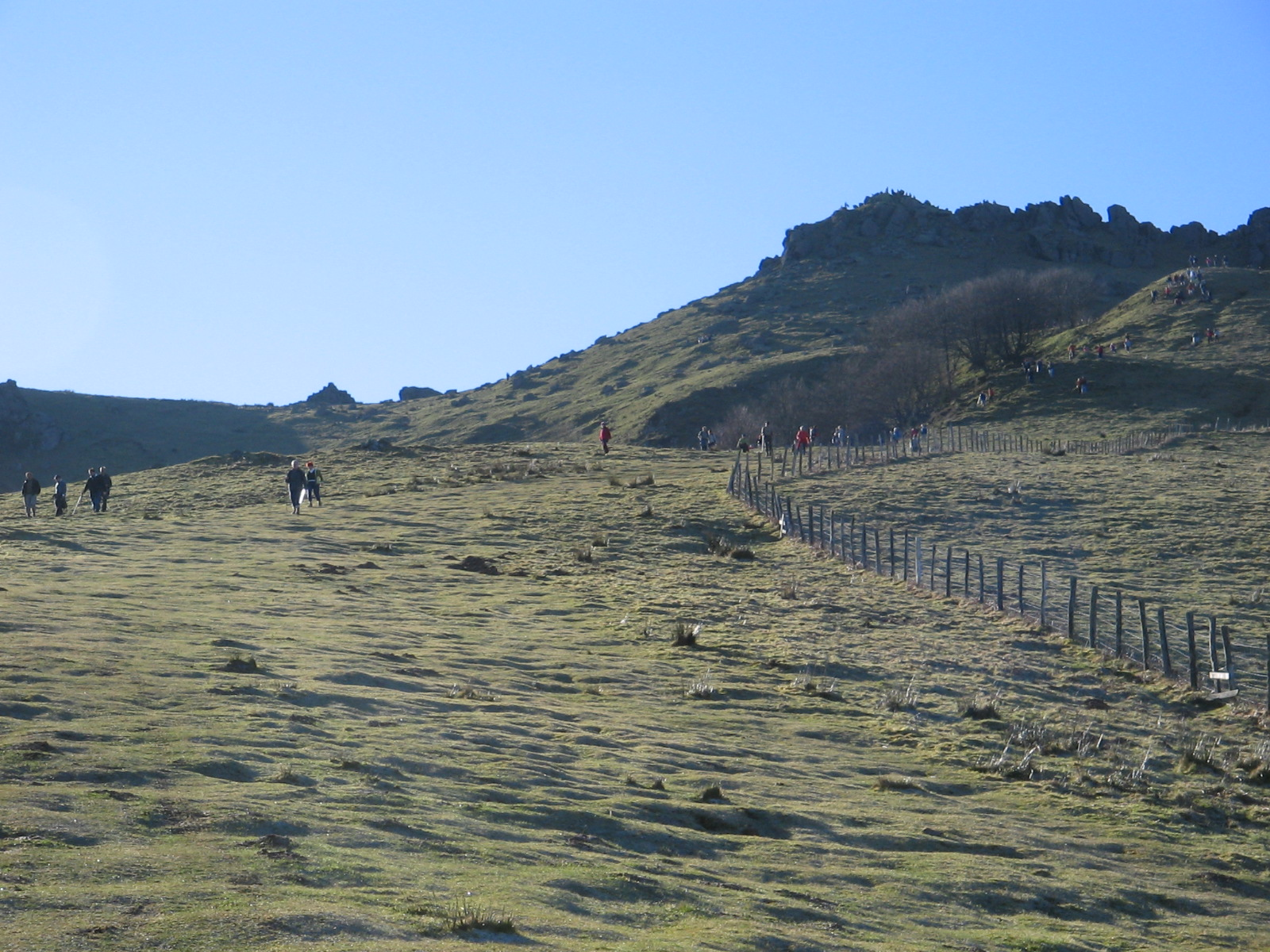

阿達拉山（西班牙語：Adarra），是西班牙的山峰，位於該國北部巴斯克地區，處於聖塞瓦斯蒂安以南，屬於坎塔布連山脈中巴斯克山脈的一部分，海拔高度811米。